# Batalla de la Puerta Persa
La Batalla de la Puerta Persa fue un conflicto militar entre el Imperio aqueménida y el Reino de Macedonia en un paso de montaña ubicado en los Montes Zagros conocido como las Puertas Persas, ubicado en la región central del actual Irán y hoy llamado Tang'e Mayran en el idioma local. El ejército aqueménida era comandado por el sátrapa de la región de Persia (Fars), Ariobarzanes junto a su hermana Youtab, mientras que el ejército invasor macedonio estaba al mando de Alejandro Magno. En el invierno de 330 a. C., Ariobarzanes dirigió la última resistencia de las fuerzas persas contra las de Alejandro y mantuvo exitosamente a raya al ejército macedonio durante 30 días.
Alejandro posteriormente descubrió un paso accesible alternativo a través de la retaguardia del ejército aqueménida como en la batalla de las Termópilas, mediante interrogatorios a los prisioneros de guerra capturados.

## Antecedentes
Hacia comienzos del año 330 a. C. el  Imperio aqueménida ya había sufrido derrotas catastróficas a manos de las fuerzas macedonias en la batalla de Gránico, la batalla de Issos, la toma de Tiro, la toma de Gaza, la subsecuente conquista pacífica de Egipto y la batalla de Gaugamela que fue la más importante de todas las victorias macedonias. Para el fin del año 331 a. C., Alejandro ya había avanzado a Babilonia y Susa (la capital del Imperio aqueménida) y se había encaminado por el Camino Real Persa que conectaba Susa con Persépolis (la capital ceremonial del Imperio aqueménida) y Pasargada (la capital anterior del Imperio durante los tiempos del fundador del Imperio Ciro II el Grande y que aún era una de las ciudades más importantes del Imperio). 
Mientras tanto, el emperador aqueménida Darío III se encontraba en la capital provincial de Ecbatana tratando de organizar un nuevo ejército para reemplazar los que fueron destruidos en Gaugamela e Issos y confrontar a Alejandro. Para ganar tiempo para lograr esto, Darío encargo a su sátrapa (gobernador) Ariobarzanes retrasar al ejército de Alejandro lo más posible y evitar que llegase a Pasargadae de ser posible; para lograr esto, Ariobarzanes determino cual era la ruta más probable que Alejandro seguiría era a través de los Montes Zagros y escogió cuidadosamente un estrecho paso de montañas donde podría emboscar al ejército macedonio.
Alejandro comenzó su avance sometiendo a la tribu de los Uxii, un pueblo que vivía en los Zagros y cobraban cuotas a todo el que deseaba cruzar por dichas montañas. Primero, Alejandro fingió aceptar los términos de los Uxii y acordó encontrarse con ellos en un lugar específico para entregarles su tributo, pero esa misma noche, utilizando 8,000 de sus mejores hombres, Alejandro atacó la aldea de los Uxii por medio de una ruta montañosa difícil y poco conocida que encontró con la ayuda de guías locales, matando y capturando a la mayoría de las familias de los guerreros Uxii mientras los guerreros se encontraban en el lugar acordado esperando el tributo macedonio; tras esto, Alejandro llevó sus fuerzas a tal lugar y atacó a los guerreros Uxii que huyeron en cuanto Alejandro comenzó el ataque pero fueron sorprendidos por Crátero a quien Alejandro había emplazado secretamente de antemano en las rutas de escape más probables. Muchos Uxii murieron a manos de los macedonios y otros cuando cayeron por los precipicios pero la mayoría logró huir a las montañas tras lo cual el rey de los Uxii, Madates, se rindió a Alejandro, pero no sin antes enviar una carta a la madre de Darío, (Sisigambis, que era también suegra de Madates, pidiendo su mediación. Alejandro había capturado a Sisigambis en Issos junto a Estatira, la esposa de Darío y sus hijas, Barsine-Estatira y Dripetis) y, después de que Sisigambis habló con Alejandro, este perdono a los Uxii quienes acordaron pagar un tributo anual a los macedonios de 100 caballos, 500 bueyes y 30,000 ovejas a cambio de mantener posesión de sus tierras.
Pero tras esto, Alejandro no encontró ninguna resistencia durante un largo trecho y concluyó que no encontraría más fuerzas enemigas durante todo el trayecto por lo que decidió no enviar exploradores a la vanguardia de su ejército.
Geográficamente, el área de la batalla se conforma de un cañón que se estrecha en su punto medio, siendo este punto llamado actualmente Tang-e Kas, mientras que el sendero que cruza el cañón se llama actualmente Dast-e Bayaza. El valle con el sendero, que era llamado como las Puertas Persas en la antigüedad pero que hoy es llamado actualmente Tang'e Meyran, es muy ancho al principio y se va estrechando progresivamente hasta su punto medio como ya se mencionó anteriormente donde alcanza un ancho de unos dos metros y en este punto el sendero se dobla en una curva hacia el sureste. Ariobarzanes ocupó una posición muy fuerte cerca de donde se encuentra actualmente una aldea llamada Cheshmeh Chenar y emplazo a sus soldados en las cimas de las montañas y acantilados, arriba del valle que cruzarían los macedonios.
De acuerdo al historiador Arriano, los persas contaban con aproximadamente 40 000 soldados de infantería y 700 de caballería mientras que los macedonios contaban con poco más de 10 000. Sin embargo, historiadores modernos han considerado estas cifras como muy improbables, quizás infladas en favor de los persas para que la victoria macedonia ante un enemigo más numeroso sea más impresionante; en lugar de estas cifras se ha estimado que los persas contaban con entre 700 y 2000 hombres.

## Batalla
Después de avanzar por el valle los macedonios llegaron finalmente a la Puerta Persa que, como ya se mencionó anteriormente, tenía unos dos metros de ancho y comenzaron a cruzar antes de verse detenidos por una muralla que Ariobarzanes había erigido bloqueándoles el paso. Los persas por su parte permitieron inicialmente que los macedonios cruzaran sin problema para tenerlos en el valle y que no pudieran retroceder fácilmente y solo cuando Ariobarzanes juzgó que los macedonios se habían adentrado 4,5 kilómetros y que habían avanzado lo suficiente ordenó el inicio del ataque, que comenzó con los persas arrojando piedras y disparando flechas desde las alturas ubicadas en el norte del valle y desde lo alto de la muralla que erigieron. Los macedonios empezaron a sufrir fuertes bajas y pelotones enteros estaban siendo destruidos de golpe; al mismo tiempo, los persas no perdieron ni un solo hombre en este primer ataque.
La vanguardia de la columna de tropas macedonias pero la retaguardia seguía avanzando y ambas secciones entorpecieron sus movimientos entre sí, lo cual en combinación con el terreno quebrado hizo una retirada ordenada imposible. Alejandro y sus tropas se vieron obligados a retirarse de manera tan abrupta y desordenada que tuvieron que dejar atrás a sus muertos y a sus heridos, lo cual constituía una gran y muy deshonrosa desgracia para los griegos que se esforzaban siempre darle un entierro digno a sus muertos y consideraban que no hacerlo traería muy mala fortuna.
Los persas pelearon con mucha determinación y valor y la propia Youtab, la hermana de Ariobarzanes, se unió a la lucha y participó en la refriega donde eventualmente moriría.
Pero los macedonios eventualmente capturaron a un humilde pastor local que vestía pieles de animales a manera de ropa y que hablaba griego porque su padre era de Lidia mientras que su madre era persa; este pastor había sido reclutado forzosamente en el ejército aqueménida por Ariobarzanes por lo que no sentía particular lealtad hacia su causa y su crianza por un padre griego le había inculcado simpatías progriegas, por lo que no dudó en proporcionar a los macedonios información de la zona con lo que Alejandro pudo identificar un sendero poco conocido que le permitió escabullirse sin ser detectado hasta llegar a la retaguardia de los persas.
Al anochecer, Alejandro primero dejó un campamento a la entrada de la Puerta Persa a cargo de Crátero a quien le ordenó prender tantas antorchas y fogatas como le fuera posible para que los persas creyeran que todo el ejército se encontraba en el campamento, después retrocedió 18,5 kilómetros hasta llegar al sendero identificado por el pastor y avanzó por el mismo junto con un pequeño grupo de sus mejores soldados ligeramente armados con quienes llegó a la retaguardia persa poco antes del alba, después de lo cual el grupo dirigido por Alejandro sonó una trompeta a manera de señal predeterminada y rodeo a los persas y los atacó simultáneamente en tres direcciones: al sonar la señal Alejandro atacó a los persas por detrás mientras Crátero salió del campamento atacándolos por enfrente al tiempo que Ptolomeo los atacaba por un costado.

## Conclusión
Ariobarzanes logró huir del lugar junto a 40 caballeros y llegar a Persépolis donde pretendía montar la defensa de aquella ciudad, pero la guarnición de esta ciudad, dirigida por el noble persa Tiridates, se negó a abrirles las puertas de la ciudad dado que Tiridates había concluido que resistirse a Alejandro era fútil y ya había llegado a un arreglo en secreto con Alejandro y había cambiado de bando a los macedonios, a quienes también entregó toda la tesorería imperial persa que consistía en 120 000 talentos de oro. En recompensa, Tiridates conservo su rango y puesto en la nueva administración macedonia.
Tras esto, Ariobarzanes fue alcanzado por los macedonios y, resignado, luchó hasta la muerte contra el enemigo al pie de las murallas de Persépolis. Alejandro escogería al noble persa Frasaortes (que había cambiado de bando a los macedonios) como sucesor de Ariobarzanes en su puesto de sátrapa.
Por su parte, el pastor licio recibió efusivos agradecimientos y elogios personalmente de Alejandro y de todo el resto del ejército macedonio y también fue recompensado por Alejandro con 30 talentos de oro.
Tras esta victoria Alejandro pudo ocupar Persépolis y avanzar hacia el corazón mismo del Imperio persa. De camino a Persépolis, Alejandro encontró un grupo de 800 artesanos griegos, ancianos y mujeres todos, que solían vivir en Asia Menor bajo dominio persa pero que en el año 331 a. C. habían sido castigados por haber violado leyes imperiales con lo cual los persas que los capturaron, los mutilaron cortándoles pies o manos para que no pudieran escapar fácilmente y los obligaron a trabajar para el Imperio tras lo cual los reubicaron en la entrada de la capital Persépolis para que todos los que entraran a la ciudad los vieran y sirvieran de advertencia. Los griegos al encontrar a Alejandro le contaron su historia y le pidieron ayuda y Alejandro se conmovió y enfureció tanto ante su historia que lloró y les dio suficiente dinero para que pudieran vivir cómodamente el resto de sus vidas, más vestimentas nuevas, ganado y trigo. 
Cuatro meses después de la batalla los macedonios habían ocupado Persépolis a donde llegaron a finales de enero. Alejandro permitiría a sus tropas que saquearan Persépolis donde todos los hombres fueron masacrados y las mujeres y niños vendidos como esclavos. Tras esto, la ciudad misma fue destruida y quemada durante una celebración donde Alejandro se había embriagado con sus hombres, la idea habiendo provenido de una cortesana ateniense y amante del general macedonio Ptolomeo que los acompañaba cuyo nombre era Tais.
No se sabe a ciencia cierta porque Alejandro permitió la destrucción de una ciudad cuya población se había sometido voluntariamente cuando su política era respetar las vidas y posesiones de aquellos que lo hacían, pero se sabe que Alejandro se encontraba ya enormemente molesto y resentido con los persas tras el encuentro con los 800 esclavos griegos mutilados ya mencionados que había encontrado camino a Persépolis. Adicionalmente a esto, la razón pudo haber sido que permitió a sus tropas saquear la ciudad como recompensa después de la dura batalla de las Puertas Persas, que lo hizo como venganza contra Darío por no haberse rendido todavía, venganza por la destrucción de Atenas que los persas cometieron 150 años antes, un acto impulsivo sin razón que cometió mientras estaba ebrio, una demostración simbólica de la caída del Imperio aqueménida destruyendo su capital o una combinación de todas o algunas de dichas razones. De cualquier forma, todas las fuentes antiguas criticaron y expresaron universalmente la desaprobación de la quema de Persépolis como una acción que no tenía propósito práctico alguno, sobre todo porque la ciudad ya era técnicamente propiedad de Alejandro por lo cual se podría decir que estaba destruyendo su propia ciudad; en efecto, el historiador y filósofo griego Plutarco menciona que Alejandro no tardo en arrepentirse tras lo que ordenó que los fuegos fueran extinguidos unas cuantas horas después al día siguiente.
Varios historiadores han considerado esta batalla como el reto más importante enfrentado por Alejandro Magno y la mejor oportunidad que tuvieron los persas de detenerlo y derrotarlo.